# Clonmacnoise and West Offaly Railway
| Clonmacnoise and West Offaly Railway | Clonmacnoise and West Offaly Railway |
| ------------------------------------ | ------------------------------------ |
| Clonmacnoise and West Offaly Railway |                                      |
| Streckenlänge:                       | 9 km                                 |
| Spurweite:                           | 914 mm (engl. 3-Fuß-Spur)            |
|                                      |                                      |

Die Clonmacnoise and West Offaly Railway bzw. Shannonbridge Bog Railway oder Blackwater Railway (von englisch railway „Eisenbahn“) ist eine 9 km lange Schmalspurbahn mit einer Spurweite von 914 mm (3 Fuß) in den Midlands von Irland. Sie wird von der auf Torfstich spezialisierten Firma Bord na Móna für den Transport von frisch gestochenen Torf in das mit Torf beheizte West-Offaly-Kraftwerk bei Shannonbridge, County Offaly genutzt.

## Ehemaliger Personenverkehr

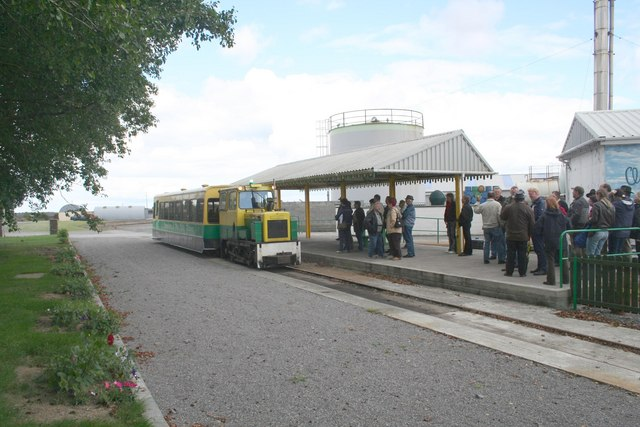
Bis 2008 gab es auch Personenverkehr auf der Clonmacnoise and West Offaly Railway

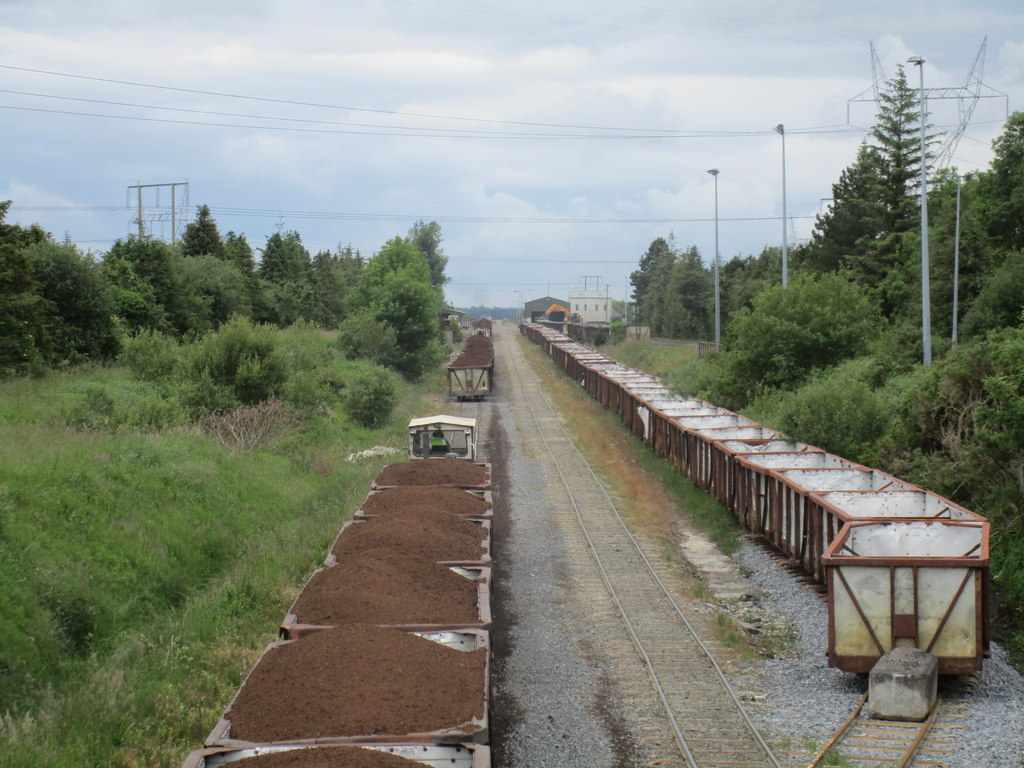
Drei Züge warten hintereinander auf die Entladung im West-Offaly-Kraftwerk bei Shannonbridge

Bis 2008 gab es für Touristen auch Personenverkehr mit einem von einer Diesellok gezogenen Wagen mit 53 Sitzplätzen. Mit ihr wurde den Besuchern gezeigt, wie der Torf im nahegelegenen Blackwater Bog gestochen wird.

## Kraftwerk
Das West-Offaly-Kraftwerk kann als eines der größten mit Torf beheizten Kraftwerke Irlands bis zu 153 MW Strom produzieren. Es wurde als Ersatz für das frühere Shannonbridge-Kraftwerk mit 125 MW errichtet.
Die aus dem irischen Electricity Supply Board (Irisch: Bord Soláthair an Leictreachais) hervorgegangene ESB-Gruppe, die zu 95 % dem irischen Staat gehört, betreibt das Kraftwerk. Aufgrund eines Regierungsbeschlusses im Rahmen der Troika-Verpflichtungen sollen nicht-strategische Assets privatisiert werden, und ESB hat das Kraftwerk daher 2013 zum Verkauf angeboten.